# 鬱金香旋螺
鬱金香旋螺（學名：Fasciolaria tulipa）是一種大型的海蝸牛。

## 螺殼
鬱金香旋螺呈梭形，表面光滑，有明細的生長線，殼唇內邊有小齒。螺殼呈白色至黃褐色，有不同大小的深褐色斑點。它們一般有9條螺旋。成年鬱金香旋螺的殼可以長6.4-24.1厘米。

## 分佈及棲息地
鬱金香旋螺分佈在北卡羅來納州海岸至德克薩斯州的墨西哥灣海岸，也有在西印度群島及巴西出沒。
鬱金香旋螺一般棲息在沙地及海草床，尤其是有龜草的地方。它們一般生活在深近10米的地方。

## 食性
鬱金香旋螺吃雙殼綱及多種腹足綱，包括黑線旋螺及女王鳳凰螺。

## 外部連結
- Fasciolaria tulipa tulipa （页面存档备份，存于）
- Florent's Guide To The Florida, Bahamas & Caribbean Reefs （页面存档备份，存于）